# Émile de Bronckart
Émile, chevalier de Bronckart , né à Liège, le 25 décembre 1813 et morte le 1er juin 1884 à Bra-sur-Lienne est un homme politique belge francophone libéral.
Il fut propriétaire terrien, bourgmestre de Bra-sur-Lienne, membre du parlement,, et conseiller provincial de la province de Liège.